# Jacques Lacan
Jacques Marie Émile Lacan (Pariz, 13. travnja 1901. – Pariz, 9. rujna 1981.), francuski psihoanalitičar i psihijatar. Dao je značajan doprinos psihoanalizi i filozofiji te je nazivan najkontroverznijim psihoanalitičarem nakon Freuda. Od 1953. do 1980., u Parizu je održavao godišnje seminare koji su 1960-ih i 1970-ih godina utjecali na francuske intelektualce, naročito na poststrukturaliste. Radeći interdisciplinarno i na tragu Freuda, bavio se pitanjima nesvjesnog, straha od kastracije, ega, identifikacije i jezika kao subjektivne percepcije. Lacanove ideje su značajno utjecale na kritičku teoriju Frankfurtske škole, teoriju književnosti, francusku filozofiju 20. stoljeća, sociologiju, feminističku teoriju i kliničku psihoanalizu.

## Biografija
Diplomirao je medicinu, a specijalizirao neurologiju i psihijatriju. Prve tekstove objavljuje već kasnih 1920-ih, tijekom studija psihijatrije. Doktorira 1932. tezom o paranoidnoj psihozi u relacijama s ličnosti (De la psychose paranoïaque dans ses rapports avec la personnalité). Ključno za njegovo formiranje kao interdisciplinarnog mislioca je razdoblje 1930-ih. U to vrijeme puno piše i objavljuje, kreće se u krugu pariških nadrealista i dadaista, počinje učiti praktičnu psihoanalizu uz Rudolpha Lowensteina (kojega je licencirao Freud), pohađa seminare o Hegelovoj Fenomenologiji duha i prvi put predstavlja teoriju stadija zrcala na međunarodnoj konferenciji društva psihoanalitičara (Marienbad, 1936). Raznoliki interesi iz područja psihoanalize, psihijatrije, filozofije, umjetnosti i književnosti odredili su kasniji Lacanov intelektualni put.
Iduće desetljeće je manje plodno - Drugi svjetski rat donosi prekid njegovog psihoanalitičkog rada, kao i rada s Lowensteinom koji 1939. odlazi u rat. Tijekom rata boravi pet tjedana u Velikoj Britaniji, i upoznaje tamošnje prakse ratne psihijatrije, čije će karakteristike opisati 1947. u djelu “Britanska psihijatrija i rat". Do kraja 1940-ih će napisati još niz radova koji će kasnije ući i u njegovu kapitalnu zbirku predavanja i članaka Spisi (Écrits, 1966).
Od 1953. do 1980. u Parizu održava glasovite seminare koji su bitno utjecali na teoriju i kliničku praksu psihoanalize, i na čitav pariški kulturni krug. Seminari su kasnije izdavani kao knjige, uz bitan angažman i uredništvo njegovog učenika Jacquesa-Alaina Millera. Pedesetih godina dolazi do razilaženja u Pariškom društvu psihoanalitičara (La Société Psychoanalytique de Paris) te ga 1953. napušta grupa starijih članova, među njima i Lacan. Utemeljuju vlastito društvo “Société Française de Psychanalyse” (SFP). No, međunarodno udruženje psihoanalitičara (IPA) ne priznaje SFP, dobrim dijelom jer ne odobrava flekisbilno trajanje Lacanovih sesija s pacijentima. Lacan zbog toga napušta SFP i 1964. osniva vlastitu psihoanalitičku školu “École freudienne de Paris” (EFP) koja djeluje u Parizu sve do 1980. Škola zagovara povratak Freudu, i njegovo radikalno čitanje u kontekstu napretka znanosti.
Zadnje tekstove napisao je na proljeće 1981. 

## Djela (nepotpun popis)